# Andreas Lidl
Andreas Lidl, auch Andreas Liedl, Andreas Lidel und Andreas Liedel (* um 1740 in Wien; † um 1789 vermutlich in London) war ein österreichischer Komponist und Barytonspieler.

## Leben
Nach seiner Ausbildung, vermutlich auch bei Joseph Haydn war er erst von 1762 bis 1769 in Passau tätig. Anschließend war er bis 1774 Cellist und später Kapellmeister der Hofkapelle der Familie Esterházy. Er galt bei seinen Zeitgenossen, wie Christian Friedrich Daniel Schubart oder Charles Burney als überaus virtuoser Barytonspieler. Er erhöhte die Anzahl der Resonanzseiten seiner Instrumente auf bis zu 27 Messingsaiten. Nach Auflösung der Hofkapelle war er als reisender Virtuose 1775 in Paris, 1776 in Augsburg, 1784 in Berlin und 1777 in London zu hören. Dort ließ er sich nieder, um als freischaffender Musiker tätig zu sein. Er schrieb vorwiegend Kammermusikwerke im Stil der Wiener Klassik, die teilweise auch von Laienspielern gut ausführbar sind.